# Makua (Volk)

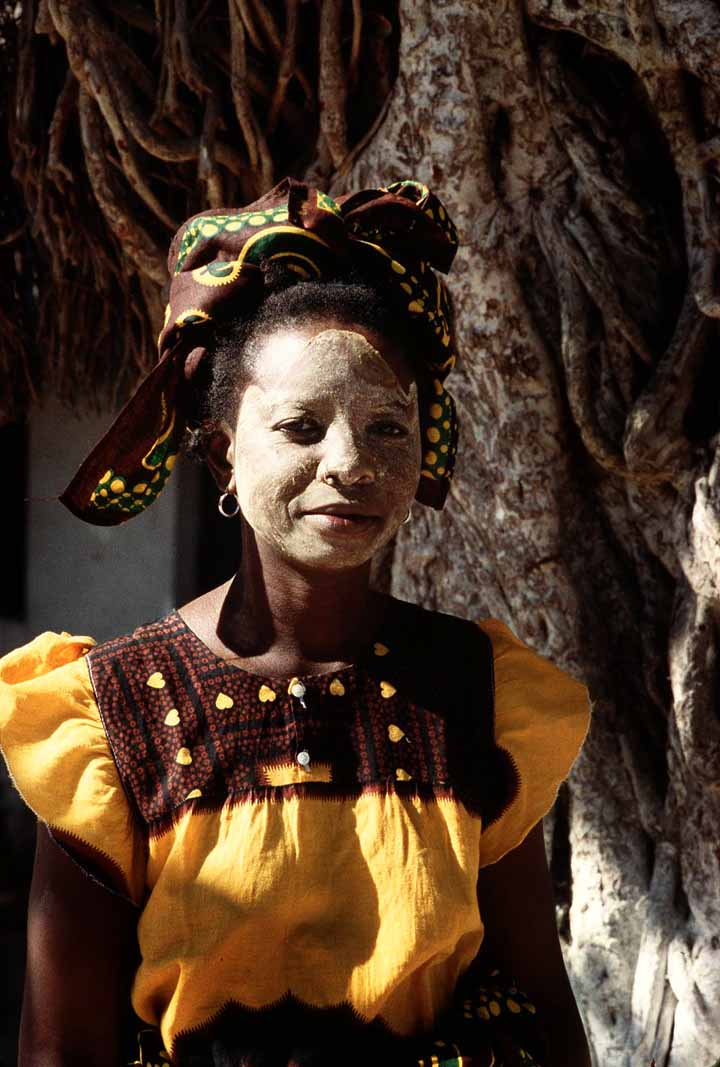
Makua-Frau mit Gesichtsbemalung in Mosambik

Die Makua (auch Macua oder Makhuwa geschrieben) sind eine Bantu-Ethnie, die im Norden Mosambiks und daneben auch in der Region Mtwara im Süden Tansanias ansässig ist. Ihre Bevölkerungszahl wird für 1996 mit 2,5 Mio. angegeben.
Ihre Sprache ist das gleichnamige Makua (EMakua), daneben ist die Kenntnis des Portugiesischen verbreitet. Es gibt unter den Makua sowohl Christen als auch Muslime wie auch einige Anhänger der traditionellen Religion.
Nachkommen von im 19. Jahrhundert als Sklaven verschleppten Makua leben heute als somalische Bantu in Somalia.